# Polycoryphus
Polycoryphus is een geslacht van hooiwagens uit de familie Assamiidae.
De wetenschappelijke naam Polycoryphus is voor het eerst geldig gepubliceerd door Loman in 1902. 

## Soorten
Polycoryphus is monotypisch en omvat slechts de volgende soort:
- Polycoryphus asper